# The Myanmar Times
The Myanmar Times (бирм. မြန်မာတိုင်း(မ်) мьянма-таин [mjànmá táɪn]) — еженедельная мьянманская газета, выходящая на английском и мьянманском языке. 40-страничный англоязычный выпуск выходит по понедельникам, а 68-страничиный мьянманоязычный — по четвергам.

## История
Газета была основана в 2000 году мьянманцем Мьа Шве (Сонни Шве) и австралийцем Россом Данкли, это единственная мьянманская газета с иностранными инвестициями. Газетой владеет компания Myanmar Consolidated Media Co. Ltd. (MCM), 51 % которой принадлежит местному капиталу, а 49 — иностранному. Однако зачастую утверждается, что The Myanmar Times близка к правительству: отец Мьа Шве, бывший генерал-майор Тэйн Шве, был в командовании ныне распущенной военной разведки. После того, как Мьа Шве посадили в тюрьму в 2005 году за неподчинение цензуре, другой предприниматель, Тин Тхун У, перекупил его долю.
Как и все СМИ в Мьянме, The Myanmar Times сильно цензурируется отделом Министерства информации по изучению прессы. Изначально The Myanmar Times цензурировала военная разведка (остальные СМИ просматривал отдел по изучению прессы). Газету характеризовали как «умную пропаганду» и способ связи с общественностью прогрессивных представителей власти, таких как генерал Кхин Ньюн, бывший премьер-министр Мьянмы. После роспуска военной разведки цензурированием газеты занимается отдел по изучению прессы. Кроме того, газета обязана публиковать колонку государственной пропаганды под заголовком «Мнение государства». Росс Данкли утверждает, что около 20 % статей отвергается цензурным отделом.
Myanmar Consolidated Media — крупнейшая медиакомпания в стране, там работает более 300 человек, в Нэйпьидо и Мандалае расположены филиалы. Мьянманская версия выходит тиражом 25 000 копий, а английская — 3000 копий. В январе 2008 года мьянманская версия была крупнейшим в стране новостным изданием, а английская являлась единственной негосударственной газетой на английском языке.
Кроме The Myanmar Times Myanmar Consolidated Media также публикует еженедельный таблоид Crime Journal и еженедельный журнал мод NOW! Magazine. Кроме того, иностранные владельцы The Myanmar Times владеют долей в The Phnom Penh Post, камбоджийской англоязычной газете.
В декабре 2009 года вышел 500-й английский выпуск, состоявший из 72 страниц.

## Владельцы
Совладелец газеты и заместитель генерального директора Мьа Шве был арестован 26 ноября 2004 года. В апреле 2005 года его осудили на 14 лет тюрьмы за публикацию не прошедших одобрение цензурного отдела материалов. Обвинение настаивало на том, что, раз военная разведка была объявлена незаконной, то и газета фактически не проходила цензуру с самого основания. Мьа Шве выпустили из тюрьмы  городе Таунджи 23 апреля 2013 года.
Арест и заключение Мьа Шве считаются политически мотивированными из-за того, что его отец занимал высокий пост в военной разведке. После ареста Мьа Шве его доля была сперва передана жене Йамин Тхин Аун, которая продолжала владеть долей вместе с другим инвестором Пьоне Маун Маун больше года.
Министерство информации вынудило её продать долю другому предпринимателю, Тин Тхун У, владеющему несколькими журналами. Тин Тхун У — член Журналистской ассоциации и предположительно близок к Министерству информации. Когда акционеры Myanmar Consolidated Media отказались сотрудничать с министерством, появились слухи о закрытии газеты. По неподтверждённым сведениями, министр иностранных дел Австралии Александр Даунер летал в Янгон, чтобы вмешаться в переговорный процесс, однако министерство это отрицает.
Газету всё ещё часто называют полугосударственной или принадлежащей государству. Когда государственная газета The Mirror выпустила материал, в котором намекала на то, что Тин Тхун У стал исполнять обязанности главного редактора MCM, появились слухи о конфликте между Россом Данкли и Тин Тхун У, MCM отправила The Mirror официальную жалобу.
В феврале 2013 года У Тэйн Тхун выкупил долю Тин Тхун У за неразглашённую сумму.

## Критика

### Реклама об «убийце Тан Шве»
В июле 2007 года датская арт-группа Surrend опубликовала в английской версии The Myanmar Times рекламу, в которой содержались скрытые сообщения «свобода» и «убийца Тан Шве». Внешне реклама выглядела как призыв к скандинавским туристам и содержала слово Ewhsnahtrellik («killer Than Shwe» наоборот), а также «старое датское стихотворение», составленное акростихом, первые буквы в котором составили слово «свобода» (англ. freedom). Арт-группа сообщила, что целью было показать, что «даже в худших режимах можно найти дыры». Выпуск, в котором была помещена данная реклама, стал «бестселлером», а копии продавали вдвое дороже обычной стоимости.
Хотя данный инцидент не повлёк серьёзных последствий для газеты, двое сотрудников цензурного отдела были уволены, а скандальный выпуск попытались убрать с полок. Местные СМИ раскритиковали акцию, а основатель «Surrend» Ян Эгесборг (дат. Jan Egesborg) сказал, что реакция режима на подобные события говорит многое о само́м режиме.

### Запрет
В январе 2008 мьянманский выпуск The Myanmar Times был запрещён к публикации на неделю. Запрет был наложен отделом по изучению прессы после того, как в газете проигнорировали запрет на опубликование статьи о ценах на лицензии для установки спутникового оборудования. Действия цензурного отдела осудили Репортёры без границ и Мьянманское журналистское объединение. В следующем англоязычном выпуске Росс Данкли поддержал статью, назвав её «примером качественной журналистики» и опроверг слухи о том, что ему пришлось уволить четверых сотрудников. Тем не менее, он сообщил о подвижках в редакторском составе и создании редакторского оргкомитета для «ограждения газеты от конфликтов с властями и планирования улучшений».

### Арест Росса Данкли
10 февраля 2011 сооснователь и главный редактор газеты Росс Данкли был арестован и обвинён в нарушении миграционного законодательства посредством нападения на проститутку. Через три дня после этого главными редакторами газеты были назначены Тин Тхун У (мьянманская версия) и Билл Клаф (англ. Bill Clough, английская версия). Росс был освобождён под залог из тюрьмы «Инсэйн» 29 марта, а на следующий день объявлен виновным в нападениях на женщин и нарушении миграционного законодательства и приговорён к штрафу 100 000 кьят.

## Связи сThe Phnom Penh Post
В конце 2007 года Росс Данкли и Билл Клаф из Myanmar Consolidated Media приобрели контрольный пакет акций англоязычной камбоджийской газеты The Phnom Penh Post.